# Porc du Ventoux
Le Porc du Ventoux est un label de qualité déposé sous la marque Cochon du Mont Ventoux, créé en 1998, regroupant les éleveurs porcins en plein air autour du mont Ventoux.

## Historique
La création de la filière Porc du Ventoux fait suite à une longue réflexion commencée au début des années 1980, avec la mise en place des premiers labels. Les techniques de production se précisent au début des années 1990, pour aboutir à la norme NF V46.004 « Valorisation des viandes de porcs vendues ou utilisées à l’état frais », en 1994. L'harmonisation de la filière se fédéralise en 1998, avec la création du syndicat du Porc du Ventoux.
La filière a déposé la marque Cochon du Mont Ventoux mais ne dispose pas d'une reconnaissance officielle par un label de l'INAO.

## Élevage
Les porcs de cette filière sont élevés en plein air, à une altitude de 800 à 1 000 m. Ils sont croisés de races Large White ou Landrace et Duroc. La zone de production est située à l'est de Sault (zone de 50 km), dans les monts de Vaucluse, au sud du mont Ventoux, entre le Parc Naturel Régional du Ventoux, le Comtat Venaissin, le Parc Naturel Régional du Luberon, le Pays de Banon et le Pays de Forcalquier.
Les animaux disposent d'un espace plein champ, d'environ 100 à 110 m² par individu. Ils sont nourris par une alimentation variée, à plus de 70 % composée de céréales et complétée par des légumineuses. L'utilisation de produits facteurs de croissances ou de produits d'origine animale sont interdits par la charte de production de la filière.
On compte actuellement sept élevages de cochon du Mont-Ventoux : sur le plateau d’Albion à Saint-Christol , dans le pays de Banon à Saint-Martin-les-Eaux (Francis Philip), à Ongles et dans le Comtat Venaissin, à Grillon et à Richerenches.

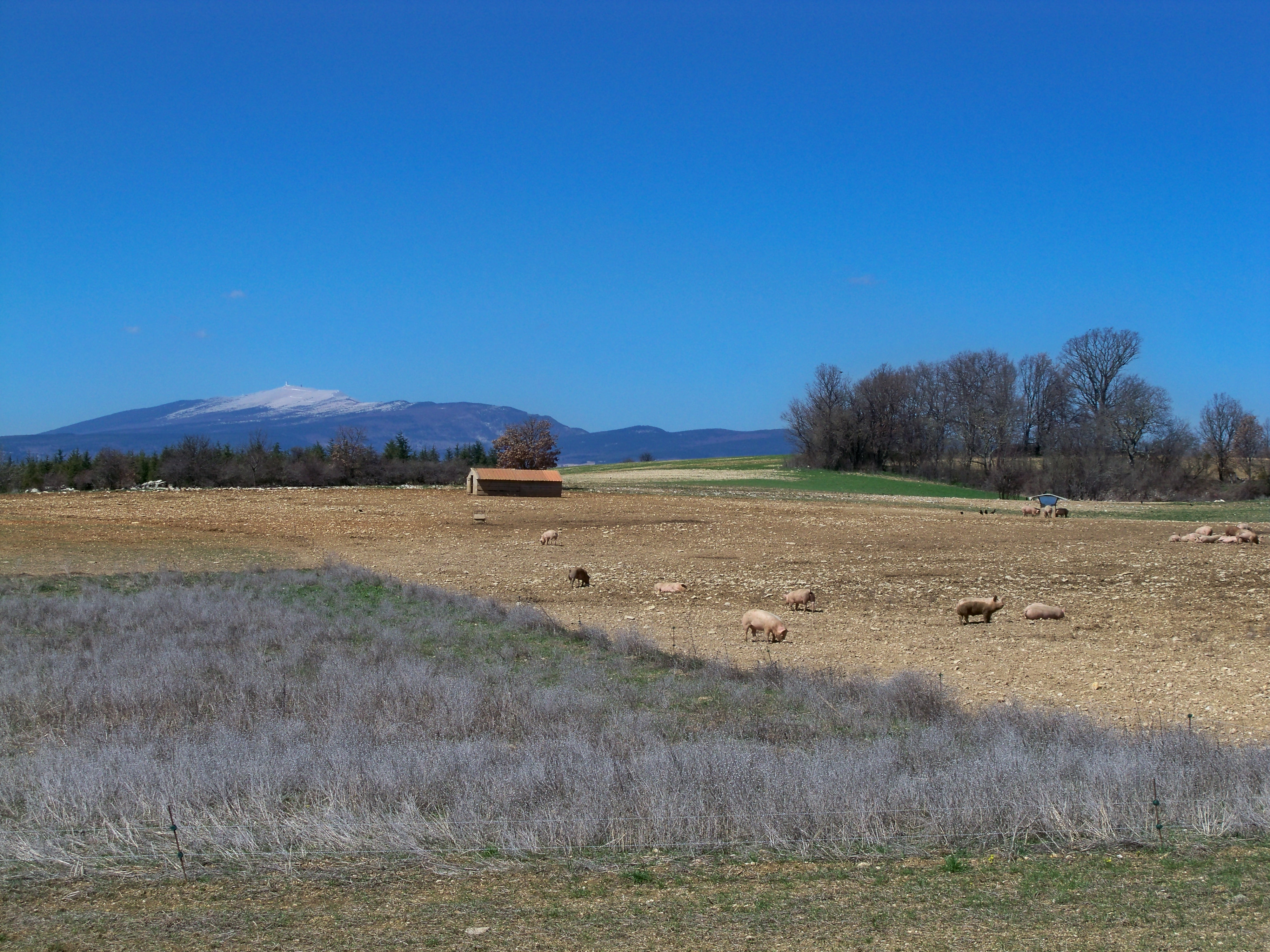
Élevage en plein air sur le plateau de Sault
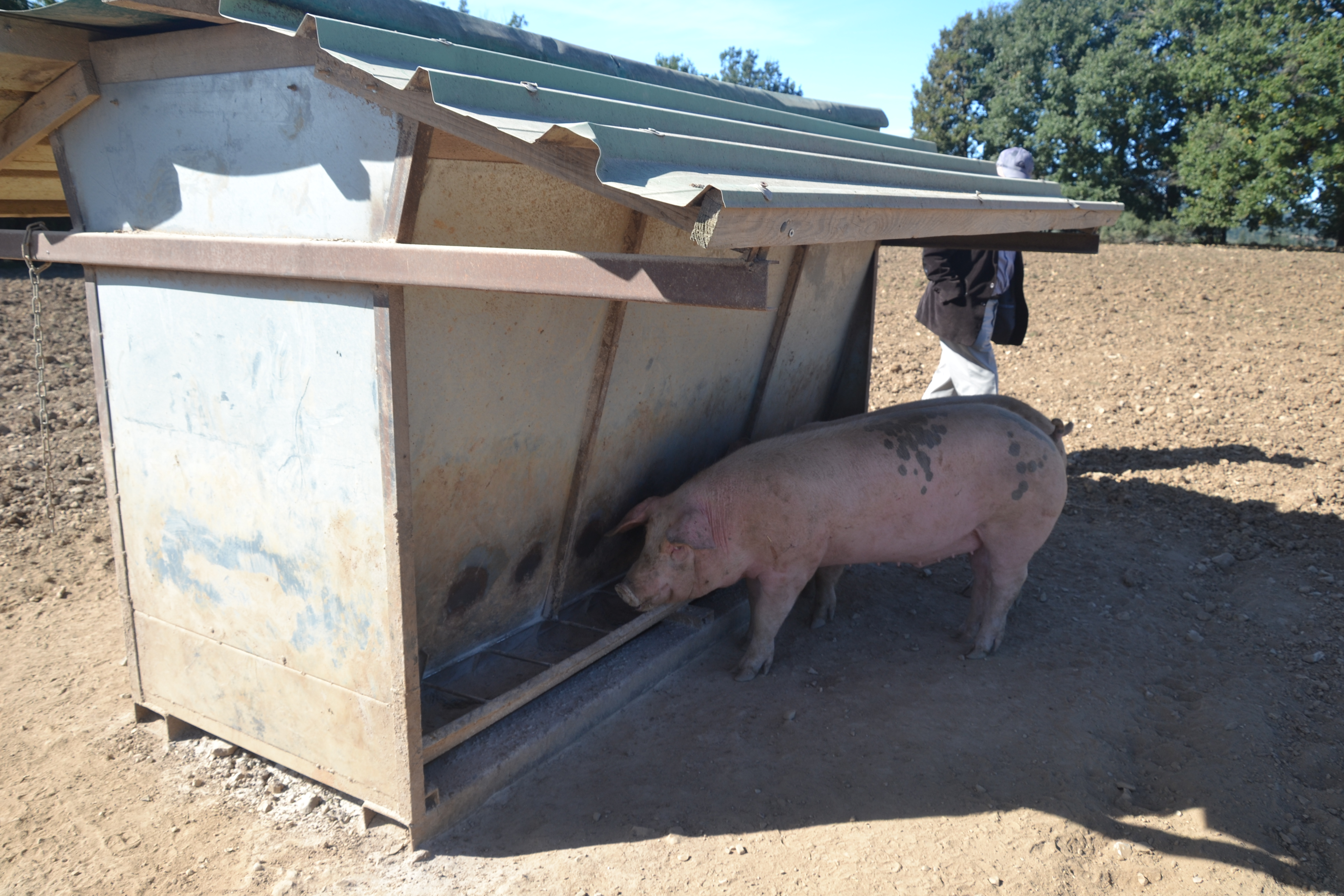
auge
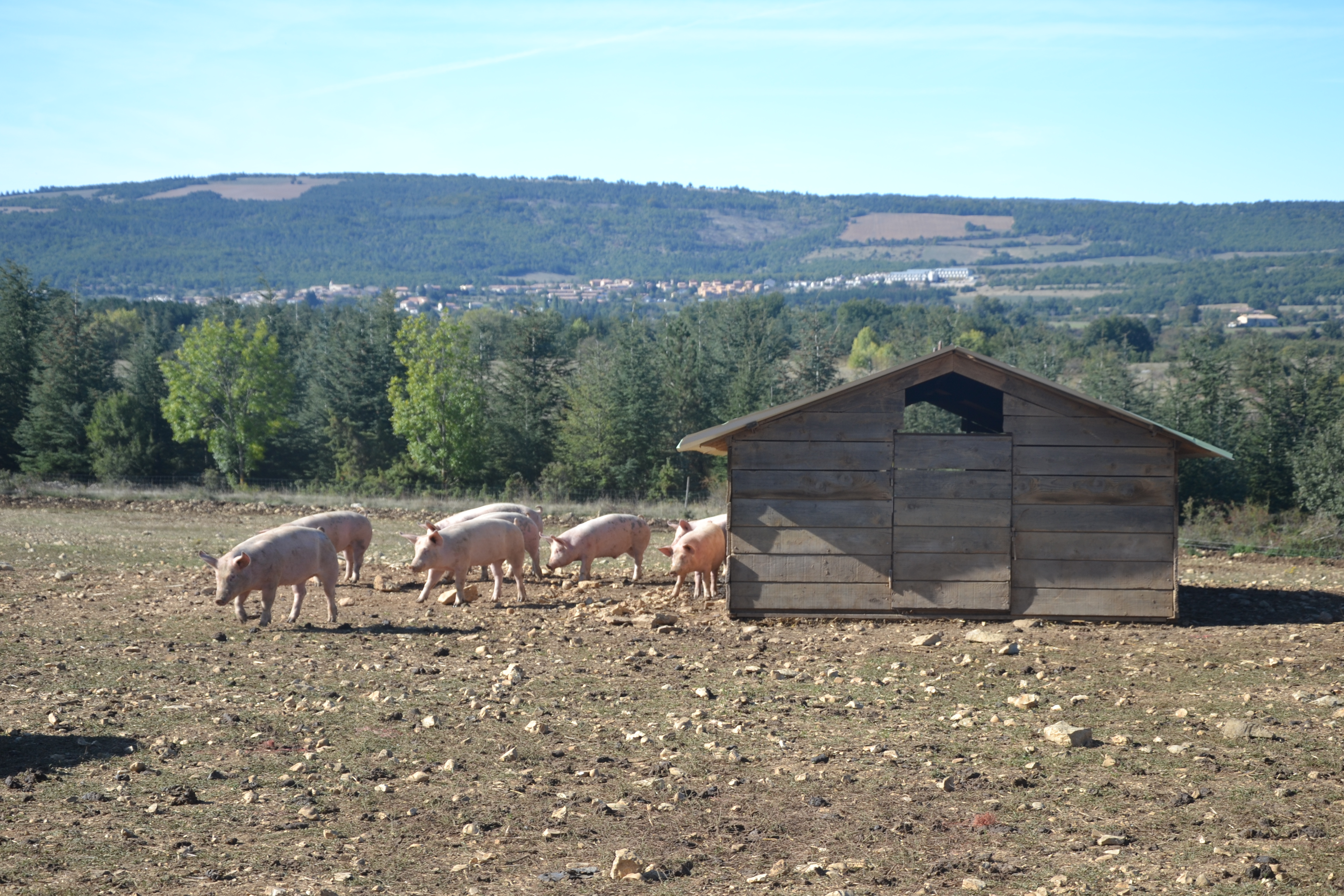
Abris
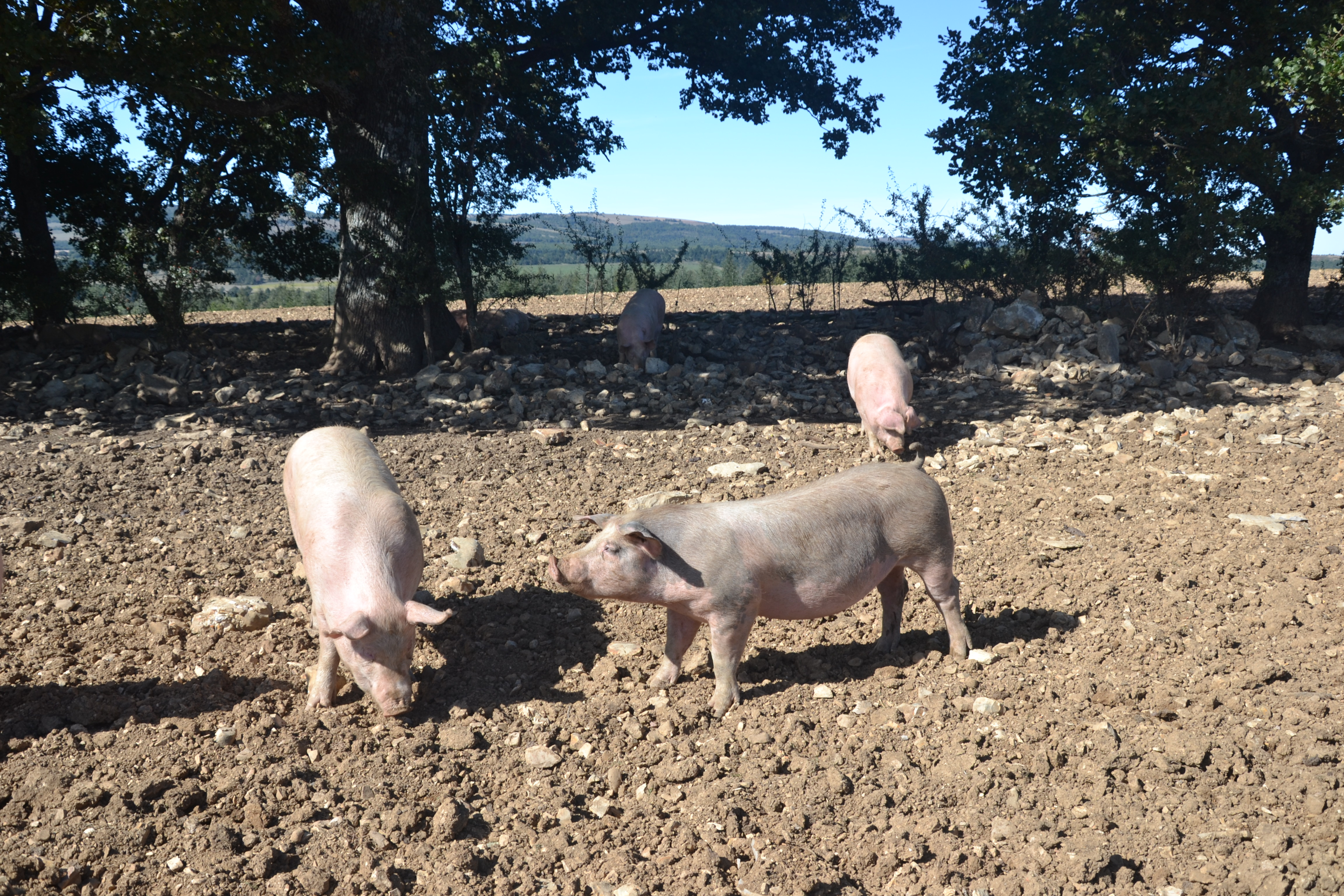
élevage plein-air

## Production
Pour respecter les normes en vigueur concernant la traçabilité, les porcelets sont marqués dans la semaine suivant leur naissance. L'abattage des porcs, à l'âge de 180 jours, alors qu'ils pèsent entre 105 et 110 kg, se fait dans des établissements à moins de 200 km autour de leur exploitation d'origine. Les porcs sont actuellement intégralement abattus par les abattoirs du Pays d'Apt situés à Saint-Saturnin-lès-Apt.
La production, d'environ 8 500 porcs par an, est vendu à 85 % dans la région, par tiers, en boucherie, en restauration et dans la grande distribution.

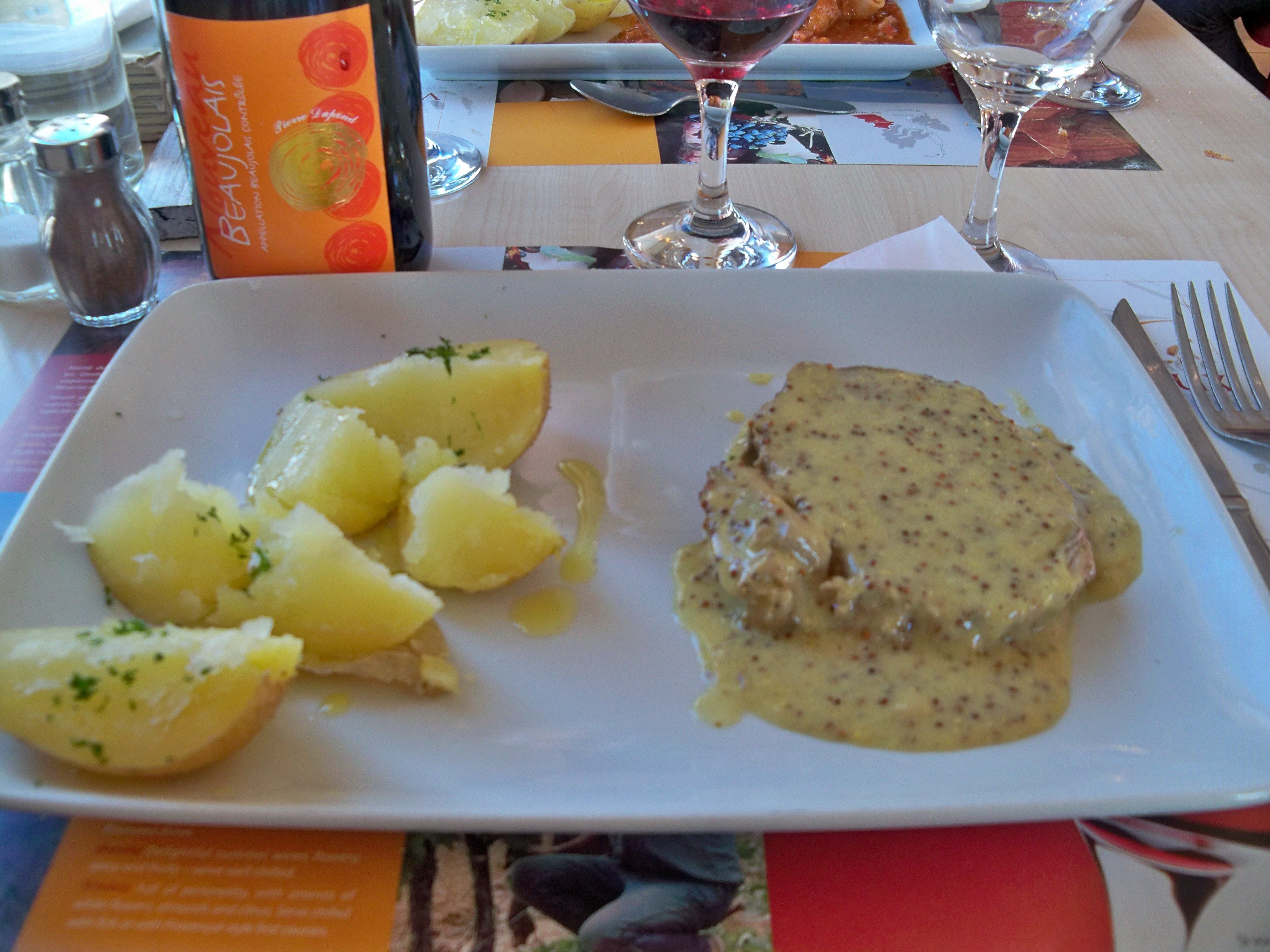
Échine de porc du Ventoux, sauce moutarde.